# Procoryphus multispinatus
Procoryphus multispinatus – gatunek kosarza z podrzędu Laniatores i rodziny Assamiidae.

## Występowanie
Gatunek został wykazany Zairu.